# Anne Wolf
Anne Wolf (Brussel, 31 mei 1967) is een Belgische jazz-pianiste en keyboardspeelster.
Wolf studeerde klassieke piano en ging in het midden van de jaren tachtig naar het Conservatorium van Brussel, waar ze onder meer muziektheorie, muziekanalyse en harmonie en later jazzpiano studeerde. Ze kreeg hier les van Charles Loos en Eric Legnini. Nog tijdens haar studie was ze al actief als professioneel muzikante, niet alleen in de jazz, maar ook in bijvoorbeeld de popmuziek. Na haar studie begon ze een trio en in 2001 kwam ze met haar eerste album. Naast haar trio speelde ze tevens in de groepen van Pierre Van Dormael en Charles Loos. In 2002 ontving ze een Django d'Or voor jong talent. In 2010 verscheen de tweede plaat van haar trio, nu met haar echtgenoot, de Nederlandse contrabassist Theo de Jong en de (eveneens Nederlandse) percussionist Janco van der Kaaden.
Wolf heeft meegespeeld op opnames van onder meer Sttellla en Cheiro de Choro.

## Discografie
- Amazone, 2001, Igloo Records
- Moon @ Noon, 2010
- Wolf in the Wood en 2016. Album live at Jazz Station